# Dominique Venner
Dominique Venner (Parijs, 16 april 1935 – aldaar, 21 mei 2013) was een Frans historicus en essayist met paganistische opvattingen die zich sterk maakte voor Europa en het gezin als bouwsteen van de samenleving en zich onder meer fel keerde tegen grootschalige immigratie, het homohuwelijk en wat hij beschouwde als de islamisering van zijn land en de rest van Europa.

## Loopbaan
Venner was in de jaren vijftig als vrijwilliger in Algerije gaan vechten en werd daarna lid van de OAS die door gewelddadige acties de Franse regering wilde verplichten om Algerije niet los te laten. Daarvoor werd hij tot 3 jaar gevangenis veroordeeld. Tussen 1956 en 1967 was D. Venner politiek zeer actief, o.a. door de oprichting van Europe Action en later door de oprichting met Thierry Maulnier van het Institut d'Etudes Occidentales. Sinds 1970 had Dominique Venner zich teruggetrokken uit elke politieke activiteit. 
Sinds de jaren zestig schreef Dominique Venner talloze artikelen en tientallen boeken, onder meer over wapens en uiteenlopende historische thema's. In 1977 verscheen Westerling: guérilla story, zijn boek over Raymond Westerling. In 2004 verscheen van zijn hand een biografie over Charles de Gaulle en in 2006 publiceerde hij Le Siècle de 1914 ('De eeuw van 1914'), dat de hele 20e eeuw als onderwerp heeft. In 2009 schreef hij een biografie van Ernst Jünger.
Samen met onder meer Philippe Conrad en eerder Bernard Lugan presenteerde hij maandelijks een radio-uitzending op Radio Courtoisie. Gedurende drie uur werd diep ingegaan op geschiedkundige onderwerpen, meestal in de vorm van vraaggesprekken met een of meer prominente historici.
Dominique Venner was tevens hoofdredacteur van het historische tijdschrift La Nouvelle Revue d'Histoire waaraan historici met zeer uiteenlopende achtergrond meewerken.

## Overlijden
Op 21 mei 2013 pleegde hij zelfmoord door zich in de namiddag voor het altaar in de Notre-Dame van Parijs door het hoofd te schieten. Enkele uren eerder schreef hij nog een bericht op zijn website waarin hij verwees naar het homohuwelijk dat recent goedgekeurd werd in Frankrijk en waarvan hij een hevige tegenstander was. De eigenlijke reden voor zijn zelfmoord is volgens een postume lezing van een tekst op Radio Courtoisie misschien eerder te vinden in wat hij de islamisering van Frankrijk en Europa noemde.
Hij is 31 mei 2013 gecremeerd op Cimetière du Père-Lachaise.

## Recente werken
- Histoire et tradition des Européens : 30 000 ans d'identité, Éditions du Rocher, Monaco et Paris, 2002, 273 p. ISBN 2-268-04162-X
- Charles de Gaulle, Éditions du Rocher, Monaco et Paris, 2004, 304 p. ISBN 2-268-05202-8
- Le Siècle de 1914. Utopies, guerres et révolutions en Europe au XXe siècle, Pygmalion, Paris, 2006, 408 p. ISBN 2-85704-832-7
- Ernst Jünger, Éditions du Rocher, Monaco et Paris, 2009, 176 p. ISBN 978-2-268-06815-2
- Le Choc de l'histoire : religion, mémoire, identité, Via Romana, Versailles, 2011, ISBN 979-10-90029-07-1
- L'imprévu dans l'Histoire : treize meurtres exemplaires, Pierre-Guillaume de Roux, Paris, 2012, ISBN 978-23-63710-23-9
- Un samouraï d'Occident : Le bréviaire des insoumis, Pierre-Guillaume de Roux, Paris, 2013, ISBN 978-23-63710-73-4 (postuum)